# Claudine Vita
Claudine Vita (* 19. September 1996 in Frankfurt (Oder)) ist eine deutsche Leichtathletin, die sich auf Kugelstoßen und Diskuswurf spezialisiert hat. 2017 wurde sie U23-Europameisterin im Diskuswurf.

## Persönliches
Claudine Vitas Eltern, die aus Angola stammen, kamen 1989 nach Deutschland. Sie wuchs zunächst in einem Asylbewerberheim in Fürstenwalde/Spree auf, bevor die Familie nach Berlin-Reinickendorf zog. Vita besuchte das Sportgymnasium Neubrandenburg, eine Eliteschule des Sports. Vita lebt und trainiert in Neubrandenburg und ist Hauptgefreiter in der Sportfördergruppe der Bundeswehr. Sie hat zwei Schwestern und zwei Brüder.

## Sportliche Karriere
2010 und 2011, als 14- und 15-Jährige, wurde Claudine Vita Deutsche Schülermehrkampfmeisterin (Blockwettkampf), wodurch der SC Neubrandenburg auf sie aufmerksam wurde. Sie trainierte dann fast täglich im Fürstenwalder Harbigstadion oder dem Kraftraum des KSV Fürstenwalde mit Trainingslagern im Bundesleistungszentrum in Kienbaum. Auf Grund ihrer Schnellkraft kam sie in den Wurfbereich, mit Schwerpunkt Diskuswurf und zum Ausgleich Kugelstoßen.
2012 wurde Vita deutsche Jugendhallen- als auch deutsche Jugendmeisterin (U18). 2013 belegte sie in der DLV-Bestenliste der U18 beim Diskuswurf den 1. Platz, wurde deutsche U18-Meisterin als auch U18-Vizeweltmeisterin. 2014 wurde Vita deutsche Jugendmeisterin im Diskuswurf sowohl in der Halle als auch im Freien. 2015 holte sie den deutschen Jugendhallen- und den Jugendmeistertitel sowohl mit dem Diskus als auch mit der Kugel. Bei den Junioreneuropameisterschaften 2015 wurde sie mit dem Diskus U20-Europameisterin und mit der Kugel Vizeeuropameisterin.
2016 übertraf Vita Mitte Mai die Norm für die Olympischen Spiele in Rio de Janeiro beim Werfercup in Wiesbaden mit persönlicher Bestleistung, die sie am 3. Juni beim Wurfmeeting in Schönebeck (Elbe) auf 62,77 m steigerte. Am 6. Juli schaffte Vita beim Abendsportfest des SC Neubrandenburg (SCN) als vierte Deutsche die Olympianorm auch im Kugelstoßen. Mit ihren zwei besten Würfen von 17,87 und 17,90 m steigerte sie ihre persönliche Bestleistung um 77 cm. In beiden Disziplinen wurden jedoch letztendlich drei andere deutsche Teilnehmerinnen für Olympia nominiert.
2017 belegte Vita bei den deutschen Hallenmeisterschaften mit 16,52 Meter den 7. Platz. Bei den Halleneuropameisterschaften in Belgrad steigerte Vita in der Qualifikation ihre Hallen-Bestleistung auf 17,83 Meter, übertraf im Finale erstmals die 18-Meter-Marke und kam mit ihren 18,09 Metern auf den 5. Platz. Bei den Deutschen Meisterschaften holte sie im Diskuswurf den dritten Platz. Am 13. Juli 2017 gewann sie bei den U23-Europameisterschaften in Bydgoszcz mit 61,79 m die Goldmedaille.
Die Europameisterschaften 2018 in Berlin beendete sie hinter den Teamkolleginnen Nadine Müller und Shanice Craft mit 61,25 m als Vierte. Am Jahresende führte sie mit 65,15 m die deutsche Jahresbestenliste des Deutschen Leichtathletik-Verbandes (DLV) der Frauen im Diskuswurf an.
2019 gewann sie bei der Universiade in Neapel mit 61,52 m die Silbermedaille hinter der Italienerin Daisy Osakue und kam bei den Weltmeisterschaften in Doha auf den 9. Platz. Am Jahresende führte sie wieder die deutsche Jahresbestenliste des DLV der Frauen im Diskuswurf an, diesmal mit 66,64 m.
2020 meldete sich Vita nach dreijähriger Kugelstoßabstinenz Ende Januar in der Hallensaison mit 16,98 m zurück. Bei den Olympischen Spielen 2020 in Tokio belegte sie im Sommer 2021 im Diskuswurf Platz 9 mit 61,80 m.
Am 16. August 2022 gewann sie bei den Europameisterschaften mit 65,20 m die Bronzemedaille im Diskuswurf.
Claudine Vita startet für den SC Neubrandenburg und war zuvor bei der SG Gaselan Fürstenwalde.

## Bestleistungen
(Stand: 16. August 2022)

Jahresbestleistungen Freiluft
| Jahr | Diskus  | Kugel          |
| ---- | ------- | -------------- |
| 2010 | –       | 11,76 m (3 kg) |
| 2011 | 41,31 m | –              |
| 2012 | 47,44 m | 15,11 m (3 kg) |
| 2013 | 52,59 m | 17,12 m (3 kg) |
| 2014 | 56,98 m | –              |
| 2015 | 62,31 m | 17,13 m (4 kg) |
| 2016 | 62,77 m | 17,90 m (4 kg) |
| 2017 | 64,45 m | 17,62 m (4 kg) |
| 2018 | 65,15 m | –              |
| 2019 | 66,64 m | –              |
| 2020 | 62,69 m | –              |
| 2021 | –       | –              |
| 2022 | 65,20 m | –              |

Bestleistungen
- Kugel: 17,90 m, 6. Juli 2016 in Neubrandenburg
- Kugel (Halle): 18,09 m, 3. März 2017 in Belgrad
- Diskus: 66,64 m, 1. Mai 2019 in Neubrandenburg

## Erfolge
national
- 2012: Deutsche Winterwurf-Meisterin (Diskus)
- 2012: Deutsche U18-Meisterin (Diskus)
- 2013: Deutsche U18-Meisterin (Diskus)
- 2014: Deutsche Winterwurf-Meisterin (Diskus)
- 2014: Deutsche U20-Meisterin (Diskus)
- 2015: Deutsche Winterwurf-Meisterin (Kugel und Diskus)
- 2015: Deutsche U20-Meisterin (Kugel und Diskus)
- 2017: 3. Platz Deutsche Meisterschaften (Diskus)
- 2020: 2. Platz Deutsche Meisterschaften (Diskus)
- 2021: 3. Platz Deutsche Meisterschaften (Diskus)

international
- 2013: U18-Vizeweltmeisterin (Diskus)
- 2015: U20-Vizeeuropameisterin (Kugel)
- 2015: U20-Europameisterin (Diskus)
- 2017: U23-Europameisterin (Diskus)